# Crumenaria erecta
Crumenaria erecta är en brakvedsväxtart som beskrevs av Reiss.. Crumenaria erecta ingår i släktet Crumenaria och familjen brakvedsväxter. Inga underarter finns listade i Catalogue of Life.